# Wissembourg
Wissembourg (Duits: Weißenburg im Elsass) is een gemeente en stadje in het uiterste noordoosten van Frankrijk gelegen, vlak aan de grens met Duitsland. De gemeente behoort tot het departement Bas-Rhin, regio Grand Est. Wissembourg telde op 1 januari 2022 7.541 inwoners.
Wissembourg is dicht bij de Vogezen genesteld, tussen de bossen en de wijngaarden. De prenten van Wissembourg waren aan in de tweede helft van de 19e eeuw bijna even bekend als de prenten van Épinal.

## Geschiedenis

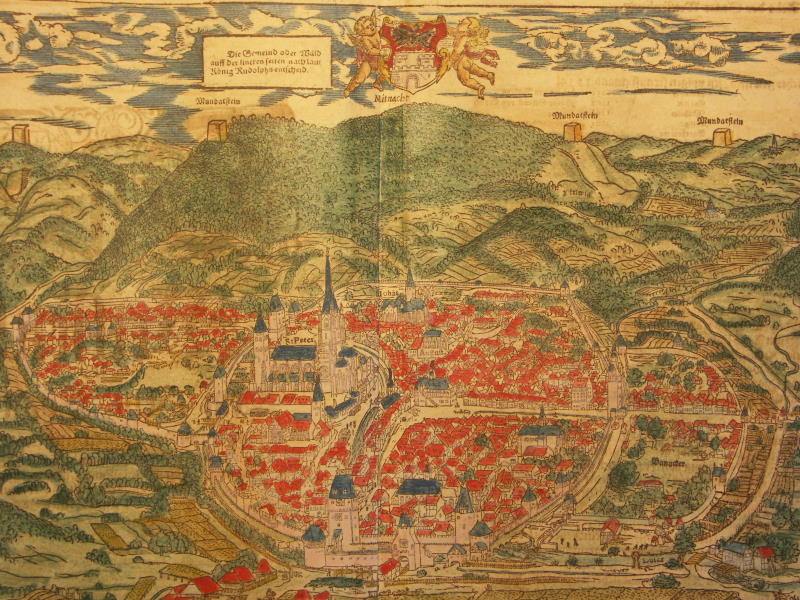
Wissembourg rond 1600

Rond 660 werd hier een abdij gesticht die uitgroeide tot een van de belangrijkste van de streek. Bij de abdij groeide een nederzetting. In 1179 werd Wissembourg vermeld als oppidum naast de abdij. Wissembourg bezat inderdaad een stadsmuur en werd in 1254 lid van de Rheinischer Städtebund. De stad maakte zich geleidelijk los van het gezag van de prins-proosdij van Wissembourg. De rijksstad Wissembourg was sinds 1354 lid van de Tienstedenbond van de Elzas.
Aan het einde van de 15e eeuw en het begin van de 16e eeuw kwam voorlopig een einde aan een periode van voorspoed. Door oorlog en roversbenden, waarvan de bekendste die van Hans von Drotha was, werd de streek onveilig gemaakt. In 1534 werd Wissembourg een protestantse stad. Al in 1522 preekte hervormer Martin Bucer in de stad, maar hij werd nog de stad uitgedreven. Nog erger had Wissembourg te lijden onder de Dertigjarige Oorlog in de eerste helft van de 17e eeuw. De stad verloor het grootste deel van haar inwoners. Na de oorlog bleef Frankrijk Wissembourg bezetten en de stad werd in 1672 door Frankrijk ingelijfd, maar behield tot 1789 een aparte status.
Op 25 januari 1677 werd Wissembourg geteisterd door een zware stadsbrandwaarbij het stadhuis en een 70-tal huizen verloren gingen. In de loop van de 18e eeuw werd de schade hersteld en in 1719 koos Stanislaus Leszczyński Wissembourg als zijn tijdelijke residentie na zijn verbanning uit Polen. Hij verbleef er met zijn hofhouding tot 1725. In 1744 werd de stad ingenomen door een Oostenrijks leger. Hierna werd de omwalling gemoderniseerd onder leiding van de Franse maarschalk Louis de Cormontaigne.
Na de Franse Revolutie werd het dorp Weiler, dat tot dan bij Wissembourg hoorde, een zelfstandige gemeente. Maar in 1866 werd Weiler opnieuw bij Wissembourg gevoegd. In de Slag bij Geisberg boven Wissembourg behaalde het revolutionaire Franse leger van generaal Lazare Hoche op 26 december 1793 een overwinning op een Oostenrijks-Pruisisch coalitieleger. Aan het begin van de Frans-Duitse Oorlog werd er bij Wissembourg slag geleverd. Als gevolg van deze oorlog was Wissembourg tussen 1870 en 1918 met de rest van de Elzas Duits. Vanaf het einde van de 19e eeuw werd de stadsomwalling deels ontmanteld.

## Geografie
De oppervlakte van Wissembourg bedroeg op 1 januari 2022 48,18 vierkante kilometer; de bevolkingsdichtheid was toen 156,5 inwoners per km².
De Lauter, een zijrivier van de Rijn, stroomt door de gemeente en vormt ten oosten van het stadscentrum de grens met Duitsland. Naast Wissembourg behoren ook de kernen Geisberg, Geitershorf, Weiler en Altenstadt tot de gemeente. Die laatste heeft de status van commune associée.
In de gemeente bevindt zich het treinstation Wissembourg.

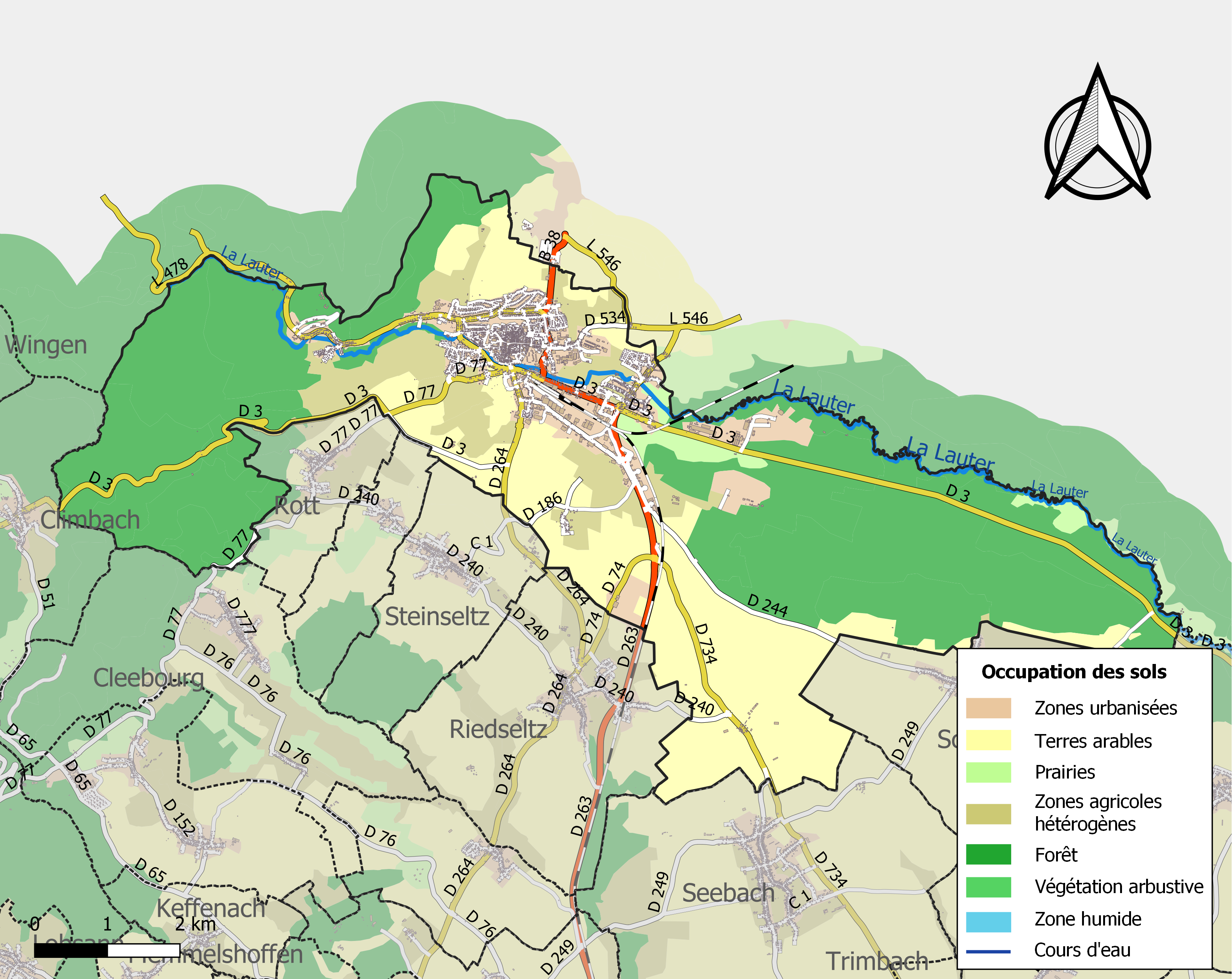
Kaart van de gemeente met de belangrijkste infrastructuur, bodemgebruik en omliggende gemeenten

## Demografie
Onderstaande figuur toont het verloop van het inwonertal (bron: INSEE-tellingen).

## Bezienswaardigheden
In het oude stadscentrum bevinden zich naast het stadhuis (1741-1752) verschillende historische kerken:
- Abbatiale Saint-Pierre-et-Saint-Paul de Wissembourg: voormalige abdijkerk gebouwd in gotische stijl, 13e-14e eeuw en een romaanse klokkentoren uit de 11e eeuw
- Chapelle Saint-Pierre-et-Saint-Paul de Wissembourg: een kapel die bij de abdijkerk hoort
- Église Saint-Jean: protestantse kerk, 13e en 15e eeuw
- La Nef: voormalige kerk van het verdwenen dominicanenklooster, 13e eeuw

Grote delen van de omwallingen rond de abdij en de stad zijn bewaard gebleven, waaronder de toren Schartenturm.
In de gemeente bevindt zich ook het Musée Westercamp, een streekmuseum opgericht aan het begin van de 20e eeuw op basis van de collectie nagelaten door Paul Westercamp (1839-1920).
In het dorp Altenstadt staat de romaanse kerk Saint-Ulrich (11e eeuw). Ook buiten het stadscentrum staat het kasteel Langenberg (1775).

## Galerij

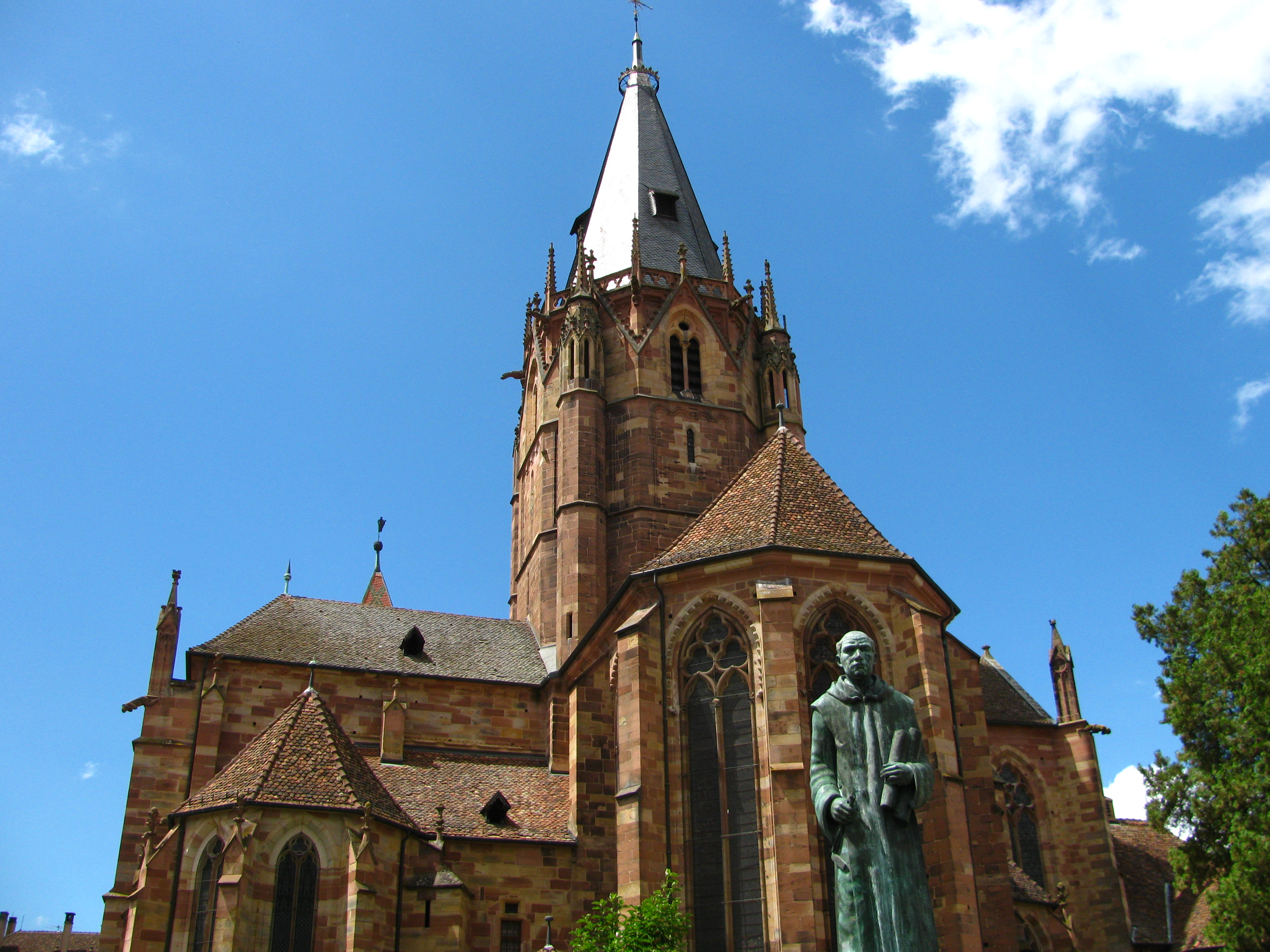
Église Saints-Pierre-et Paul
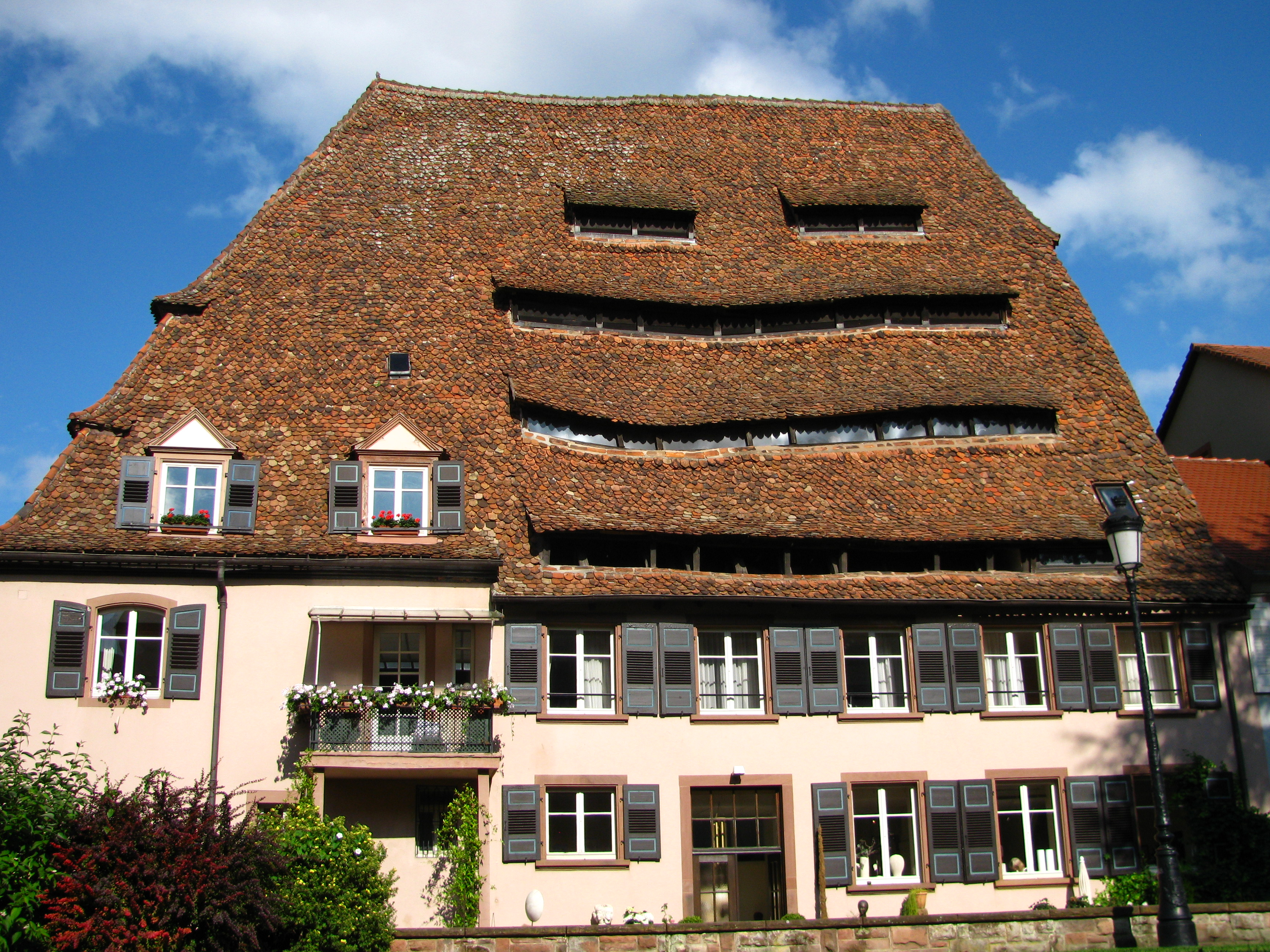
Zouthuis (Maison du sel)
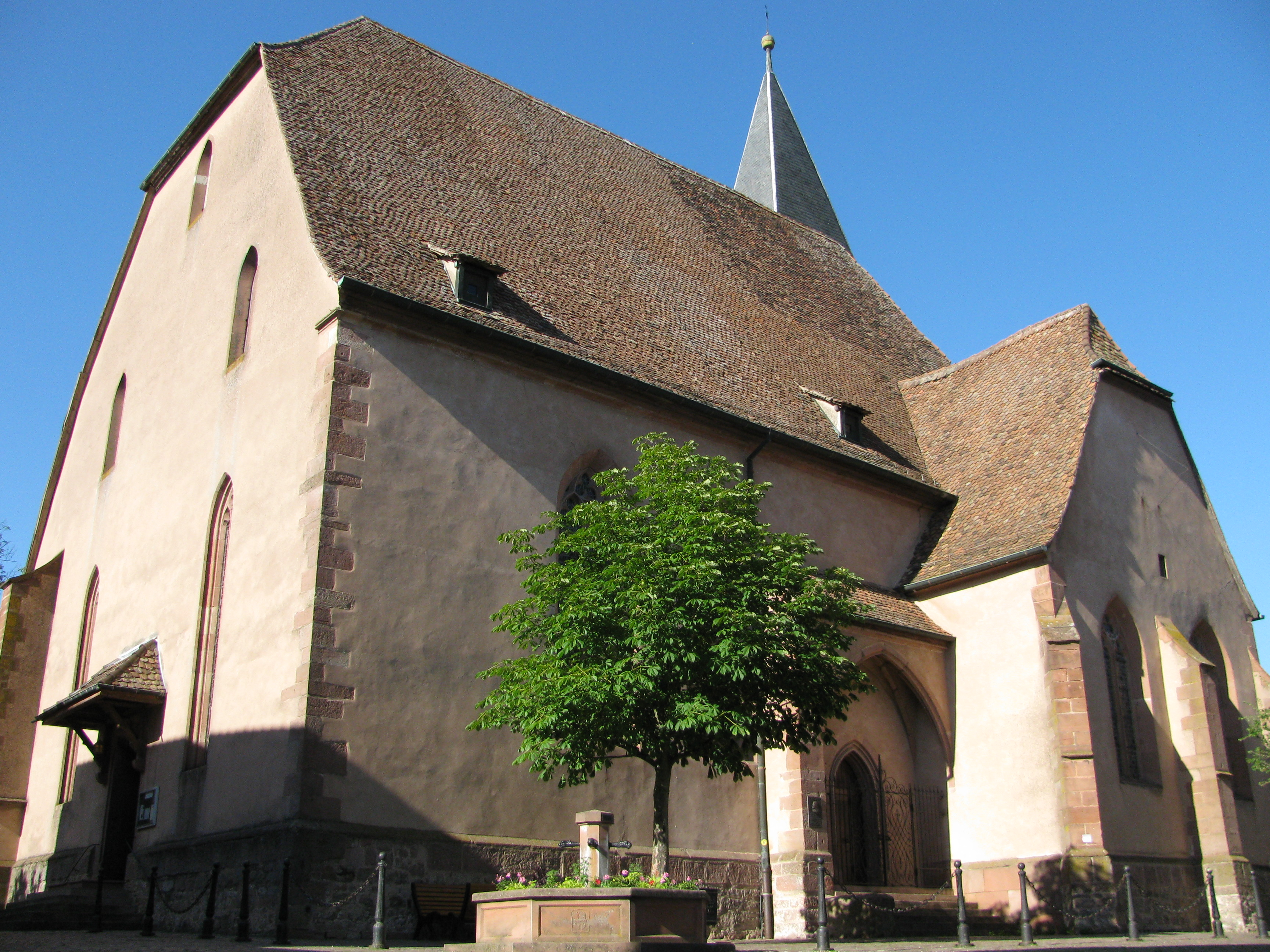
Église Saint-Jean
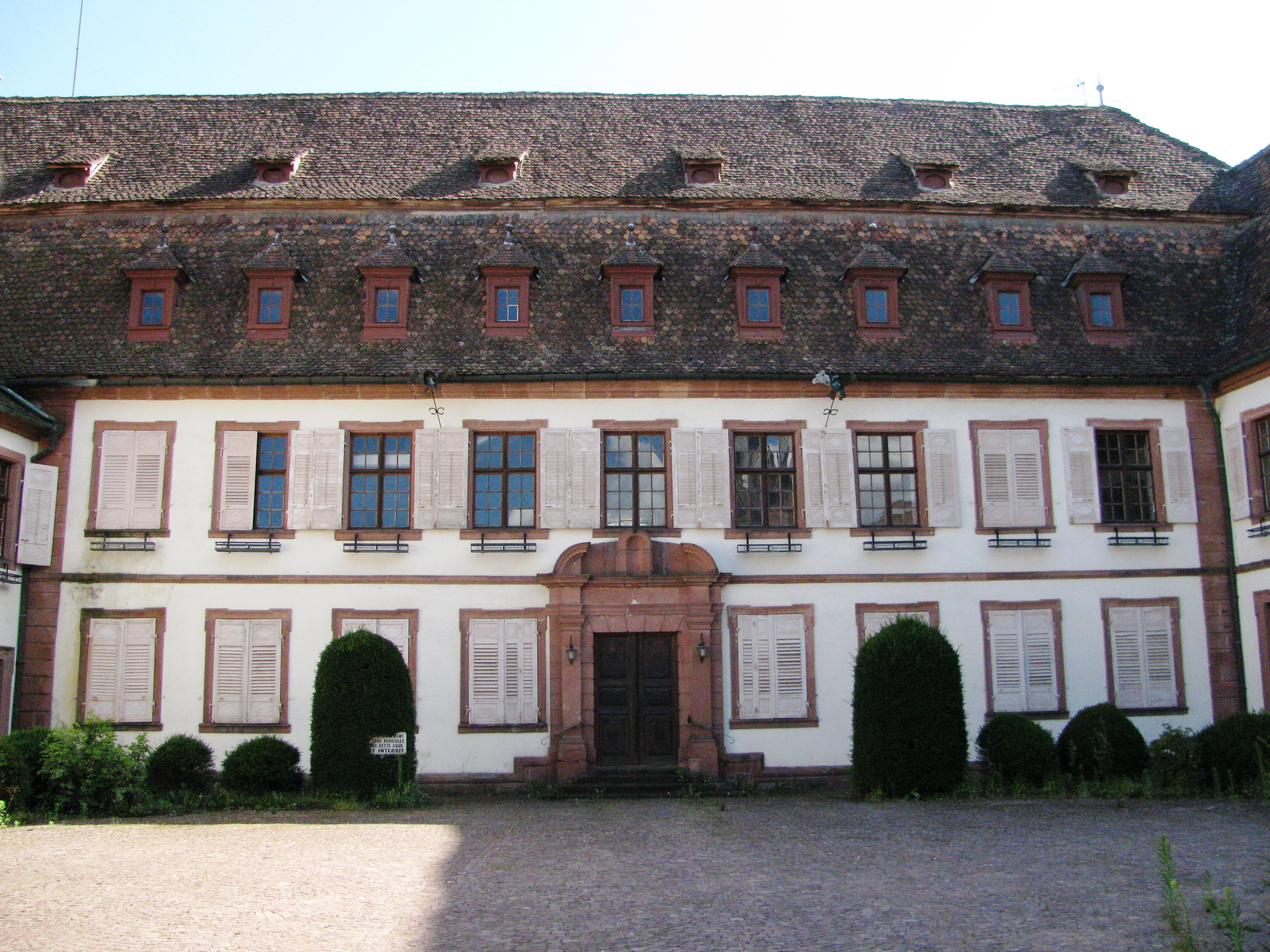
Huis Stanislas, residentie van Stanislaus Leszczyński
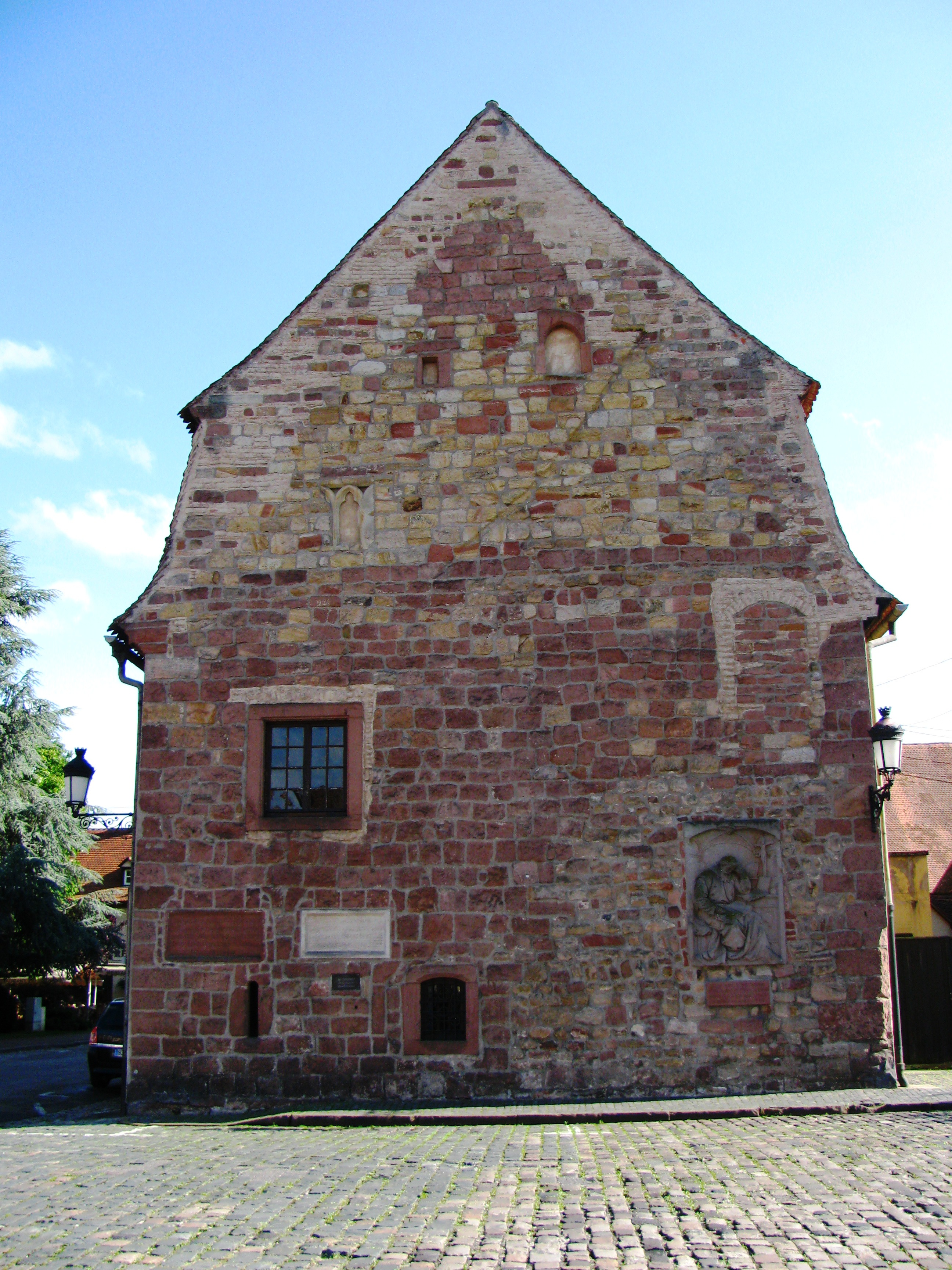
Tiendschuur
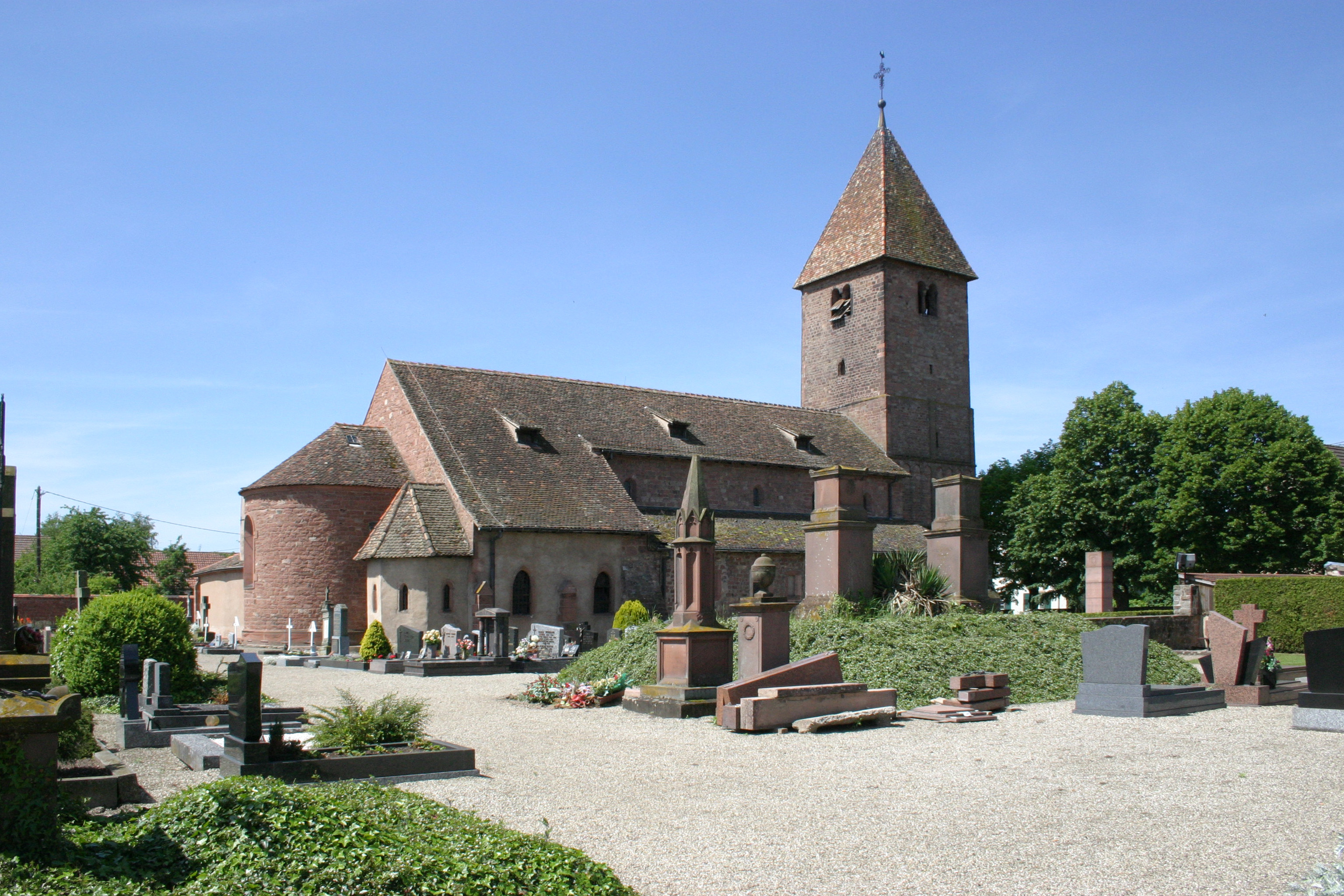
Église Saint-Ulrich

## Prenten van Wissembourg

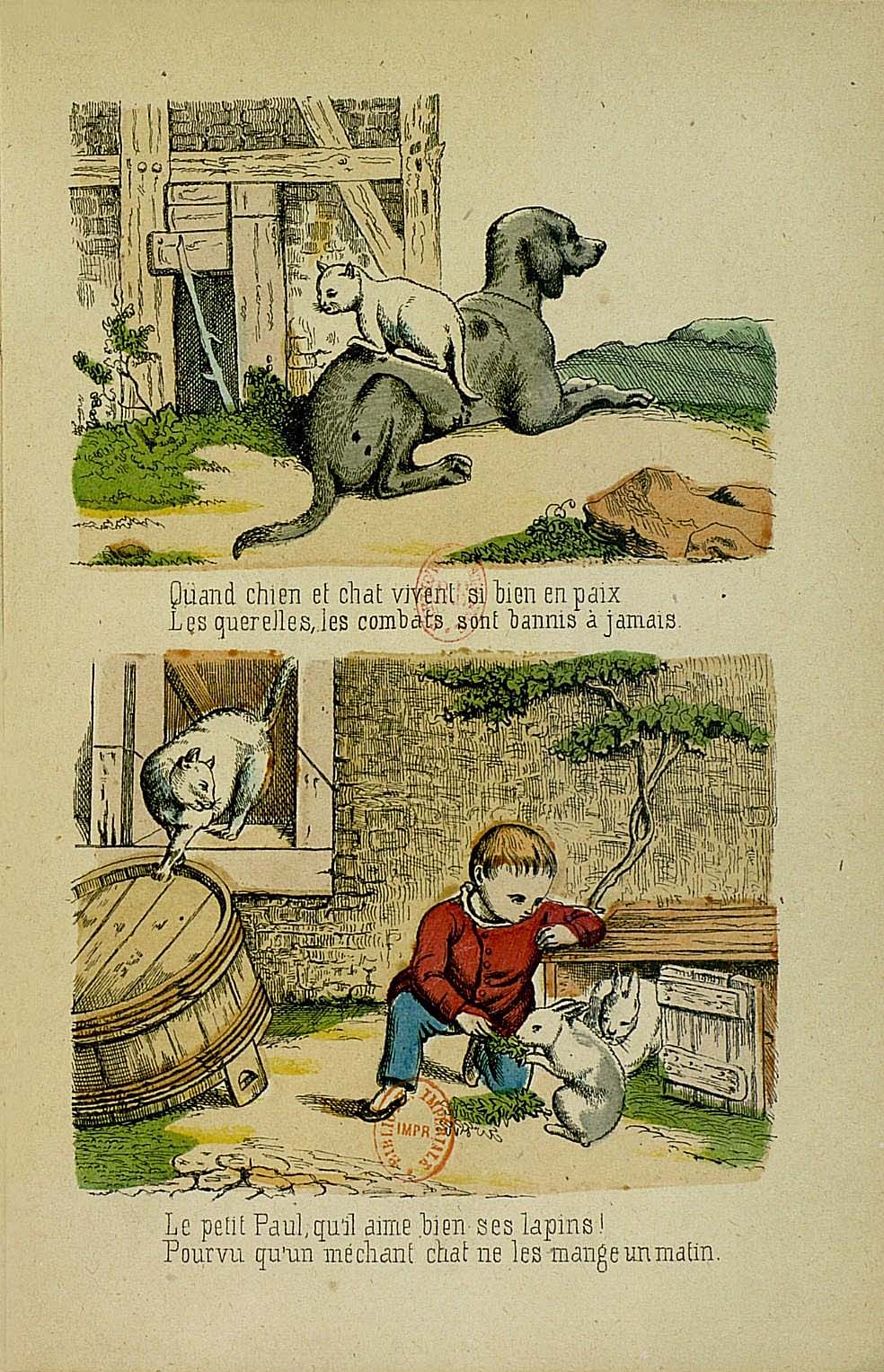
Educatieve prent (1860)

Jean-Frédéric Wentzel (1807-1869) stichtte hier in 1835 een drukkerij waar hij door kleurenlithografie prenten maakte. Deze prenten hadden religieuze, humoristische, decoratieve of informatieve onderwerpen. De prenten van Wissembourg werden niet enkel in Frankrijk verspreid maar ook in Duitsland en andere landen. 
Aan het einde van de jaren 1860 telde de drukkerij een zestigtal werknemers die met behulp van achttien drukpersen jaarlijks zowat twee miljoen prenten drukten. In 1869 was de drukkerij Wentzel zelfs groter dan de drukkerij Pellerin uit Épinal. Na de dood van de stichter nam zijn zoon Frédéric-Charles Wentzel de drukkerij over. 
De aanhechting van de Elzas bij Duitsland betekende het einde van de bloei van de prenten van Wissembourg. De drukkerij richtte zich op de Duitse markt en maakte onder andere prenten van de Duitse keizers en generaals. De drukkerij kwam in andere handen en ging verder onder een andere naam, eerst Burckardt, Jungck en Schenck en vanaf 1906 Ackermann. De opkomst van nieuwe media betekende het einde van de drukkerij, die de jaren 1930 niet overleefde.

## Bekende inwoners
- Otfried von Weißenburg (circa 800 - 870?), Duitse monnik, poëet en auteur
- Martin Bucer (1491–1551), protestants kerkhervormer
- Stanislaus Leszczyński (1677 - 1766), koning van Polen tussen 1704 en 1709
- Maria Leszczyńska (1703 – 1768), echtgenote van koning Lodewijk XV van Frankrijk
- Charles de Foucauld, ontdekkingsreiziger
- Christophe Kern (1981), wielrenner
- Jean-François Kornetzky (1982), voetballer
- Ophélie-Cyrielle Étienne (1990), zwemster